# Consistórios de Sisto V
Papa Sisto V (r. 1585-1590) criou 33 novos cardeais em 8 consistórios:

## 13 de maio de 1585
1. Alessandro Peretti di Montalto † 2 de junho de 1623

## 18 de dezembro de 1585
Todos os novos cardeais receberam suas igrejas titulares em 15 de janeiro de 1586.
1. Enrico Caetani † 13 de dezembro de 1599
2. György Drašković † 21 de janeiro de 1587
3. Giovanni Battista Castrucci † 18 de agosto de 1595
4. Federico Cornaro, OSIo.Hieros. † 4 de outubro de 1590
5. Ippolito de Rossi † 28 de abril de 1591
6. Domenico Pinelli † 9 de agosto de 1611
7. Decio Azzolini † 9 de outubro de 1587
8. Ippolito Aldobrandini (Futuro Papa Clemente VIII) † 5 de março de 1605

## 16 de novembro de 1586
1. Girolamo della Rovere † 26 de janeiro de 1592
2. Philippe de Lenoncourt † 13 de dezembro de 1592
3. Girolamo Bernerio OP † 5 de agosto de 1611
4. Antonio Maria Galli † 30 de março de 1620
5. Costanzo da Sarnano OFM Conv. † 20 de dezembro de 1595
6. Girolamo Mattei † 8 de dezembro de 1603
7. Benedetto Giustiniani † 27 de março de 1621
8. Ascanio Colonna † 17 Maio de 1608

## 7 de agosto de 1587
1. William Allen † 16 de outubro de 1594

## 18 de dezembro de 1587
1. Scipione Gonzaga † 11 de janeiro de 1593
2. Antonio Maria Sauli † 24 de agosto de 1623
3. Giovanni Evangelista Pallotta † 22 de agosto de 1620
4. Pierre de Gondi † 17 de fevereiro de 1616
5. Stefano Bonucci O. Serv. † 2 de janeiro de 1589
6. Juan Hurtado de Mendoza  † 6 de janeiro de 1592
7. Hugues Loubenx de Verdalle, OSIo.Hieros. † 4 de maio de 1595
8. Federico Borromeo † 21 de setembro de 1631

## 15 de julho de 1588
1. Giovanni Francesco Morosini, † 10 de janeiro de 1596

## 14 de dezembro de 1588
Todos os novos cardeais receberam suas igrejas titulares em 9 de janeiro de 1589.
1. Agostino Cusani † 20 de outubro de 1598
2. Francesco Maria Bourbon del Monte Santa Maria † 27 de agosto de 1626

## 20 de dezembro de 1589
1. Mariano Pierbenedetti  † 21 de janeiro de 1611
2. Gregorio Petrocchini, OESA † 19 de maio de 1612
3. Carlos de Lorena † 24 de novembro de 1607
4. Guido Pepoli † 25 de janeiro de 1599